# 汎ヨーロッパ・ピクニック

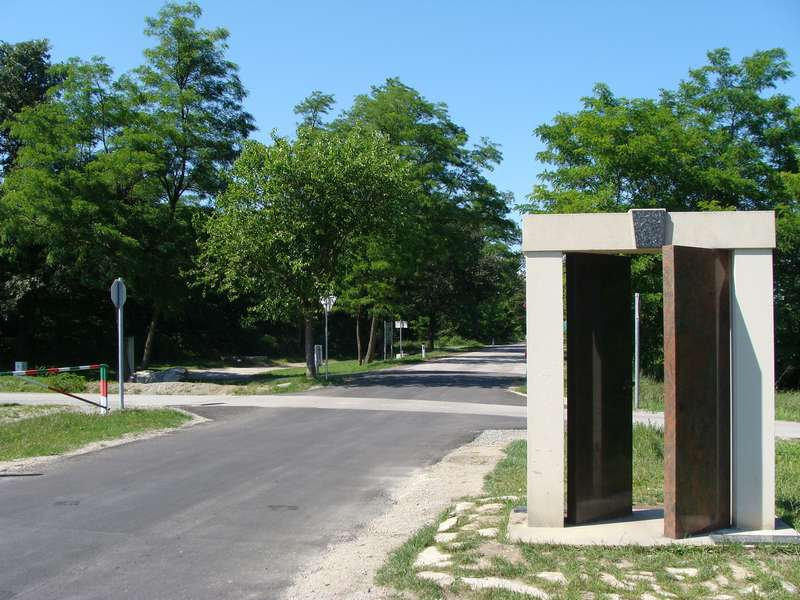
ピクニック開催地とそれを示すモニュメント

汎ヨーロッパ・ピクニック（はんヨーロッパ・ピクニック、ハンガリー語: Páneurópai piknik、ドイツ語: Paneuropäisches Picknick）は、1989年8月19日、ハンガリー人民共和国・ショプロンで開かれた政治集会。西ドイツへの亡命を求める1000人ほどの東ドイツ市民が参加し、オーストリア国境を越えて亡命を果たした。後にベルリンの壁崩壊へと繋がる歴史的事件である。ピクニック事件、ヨーロッパ・ピクニック計画とも呼ばれる。

## 背景

鉄のカーテン
西側諸国(NATO)
東側諸国(ワルシャワ条約機構)

1980年代後半、ポーランドやハンガリーでは民主化への模索がされ始め、東側社会主義国の盟主であるソビエト連邦でもゴルバチョフによってペレストロイカが始まっていたが、東ドイツ（ドイツ民主共和国）ではいまだマルクス・レーニン主義に基づき、最高指導者であるホーネッカー（ドイツ社会主義統一党(SED)書記長・国家評議会議長）が秘密警察のシュタージ（国家保安省）を用いて国民に対する締め付けを強くしていた。分断国家である東ドイツでは「社会主義のイデオロギー」のみが国家のアイデンティティであり、政治の民主化や市場経済の導入といった改革によって西ドイツとの差異を無くすことは、国家の存在理由の消滅を意味するとホーネッカーらは考え、東欧に押し寄せる改革の波に抗い続けていた。1988年にはソ連の雑誌『スプートニク』さえも発禁処分とし、言論統制を強めていた。
この様な状況の中で、既にハンガリー社会主義労働者党(MSZMP)の改革派が民主化を進めていたハンガリーでは、オーストリアとの国境300kmに及ぶ有刺鉄線の維持費が財政を圧迫していた。この国境の有刺鉄線は、東西両陣営の間の人の往来を阻止するための「鉄のカーテン」の一端であったが、ハンガリーでは1988年にはすでに国外旅行が自由化され、それ以降この国境の違法越境は1年間でハンガリー人は10人で、外国人（主に東ドイツとルーマニア）が200人から250人程度であり、有刺鉄線の維持費に多額の出費をする必要性がなかった。1989年3月3日、ハンガリーのネーメト首相はゴルバチョフと会談し、「有用性は尽き、違法に西側に脱出しようとする東ドイツとルーマニアの市民を押しとどめるためだけに役立っている」と説明。対するゴルバチョフは、「我々は窓を開きつつあるのだ」と返答、暗黙の了解を与えた。
5月2日、ハンガリーはオーストリアとの国境線の鉄条網の撤去を開始した。そもそも国境沿いの鉄条網はハンガリーが他の衛星国の中で最も早く1949年から設置したものであったが、撤去も他国に先駆けて行われることによって鉄のカーテンに穴が開けられた。翌5月3日、SEDの政治局会議でホーネッカーは「このハンガリーの連中は、一体何をたくらんでいるんだ！」と怒鳴った。当時の東ドイツでは、旅行は許可制で、当然西側への旅行は許可されなかったが、東側への旅行が許可される可能性は高かった。ハンガリーまでは秘密警察に睨まれることなく、合法的に国境を越えられて、ハンガリーにたどり着けばオーストリア経由で西ドイツに亡命できることになり、1961年のベルリンの壁建設まで慢性的に続いていた頭脳流出が再開する恐れがあった。東ドイツ指導部はオスカー・フィッシャー外相がハンガリーの行動を非難したが、ソ連のシェワルナゼ外相はフィッシャー外相に「それは東ドイツとハンガリーの問題だ。我々は何もできない」とさらりと答えた。
ホーネッカーが恐れていた通り、東ドイツ市民の多くが西ドイツへの亡命を望んでいた。市民たちは、経済状況への不満もさることながら、現指導部が他の東側諸国と較べて政治改革などで後れを取っていたことに不満だった。夏の休暇をとるための名目でハンガリーへの旅行許可書を持って出国、ハンガリー・オーストリア国境へ向かった。しかし、ハンガリー・オーストリア国境が開放されたといっても、通行を許可されるのはハンガリーのパスポートを持った者だけで、東ドイツ市民がこの通行を許可される可能性はほとんどなかった。このことは、彼らがハンガリー・オーストリア国境まで行って初めて明らかになったことであった。結果として国境付近に東ドイツ市民が滞留し、夏の終わり頃には国境付近のキャンプ場におよそ10万人の東ドイツ人が集まっていた。
この間に、東ベルリンにある西ドイツ常駐代表部にも100人を超える東ドイツ市民が西側への出国を望んで押し寄せて、8月8日に西ドイツ常駐代表部はその建物を封鎖した。8月10日にブダペストの、22日にはプラハの西ドイツ大使館も同じ理由から建物を封鎖した。

## 汎ヨーロッパ・ピクニックの開催

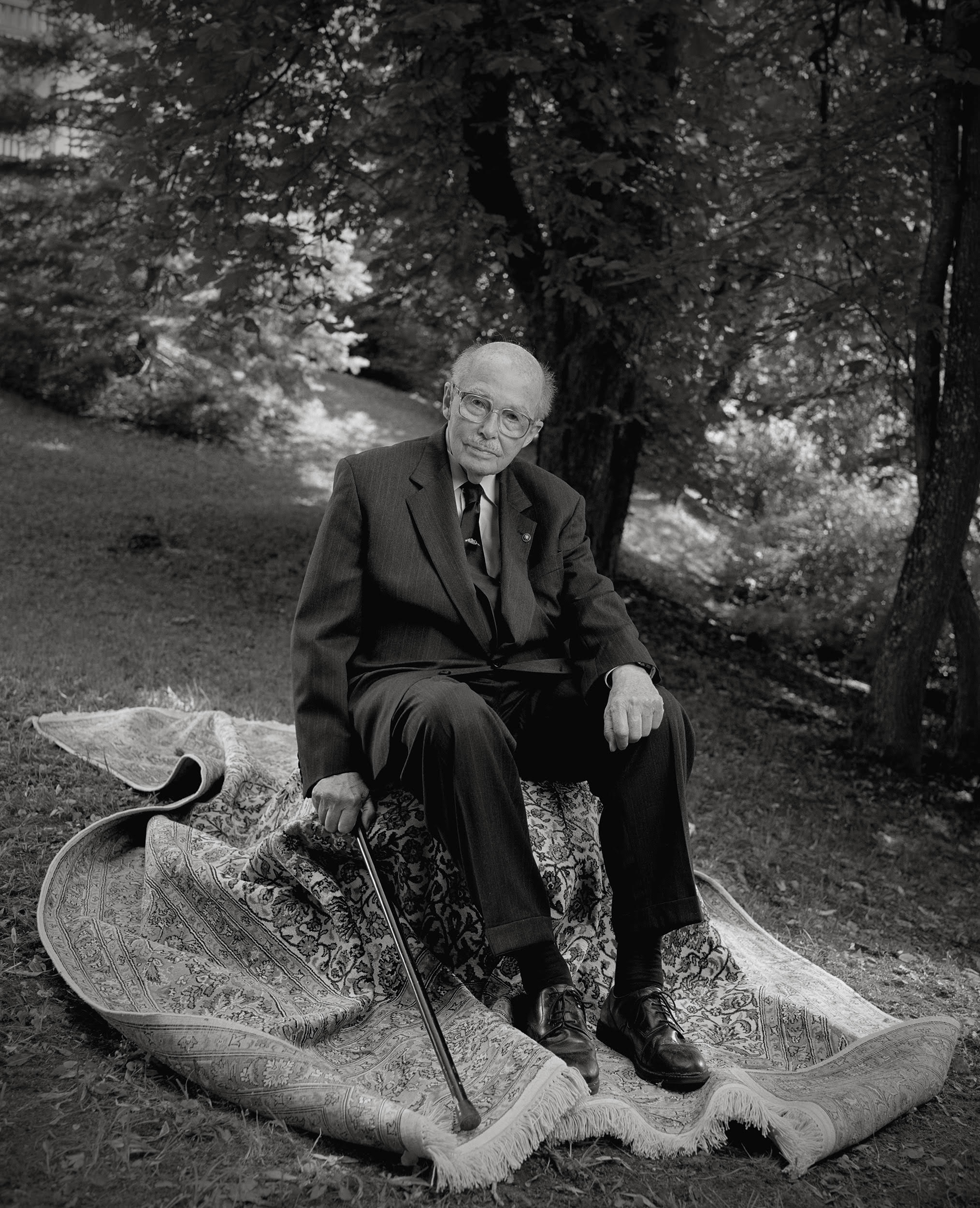
汎ヨーロッパ・ピクニックの中心人物だったオットー・フォン・ハプスブルク

こうした状況の中、ハンガリーで民主化を求める民主フォーラムや他の民主化を求める勢力は、多少強引にでも彼らを越境させてしまおう、と考えるようになった。既に非共産党政治勢力の活動が認められていたハンガリーでは、こうした民主化を求める運動が活発になっていた。
それが「ピクニック」という形になったのは、軽い冗談がきっかけだった。1989年夏、オーストリア＝ハンガリー帝国最後の皇太子であるハプスブルク＝ロートリンゲン家当主のオットー・フォン・ハプスブルクは、デブレツェンの大学で講義を行った。その日、オットーを歓迎する夕食会で、デブレツェン在住の民主フォーラム活動家メサロシュ・フェレンツが、ハンガリーが鉄のカーテンによる分断から解放されたことを祝おうと冗談を言ったところ、周囲の出席者からは様々なアイディアが出てきた。
その中から、オーストリア・ハンガリーの国境地帯でたき火をしてバーベキュー・パーティを行い、ハンガリー人とオーストリア人が、国境のフェンスを囲んで食べ物を交換し合うことで、ヨーロッパの東西を分断するフェンスが、地理や歴史（オーストリアとハンガリーは20世紀初頭まで同じ国家だった）を無視している事実を世界に示そう、という案が出た。
この話で夕食会は盛り上ったが、その時はパーティの席での冗談であった。メサロシュが夕食会の10日後に、民主フォーラムの会議の席上でこの話をした時も、多くの出席者は冗談と受け止めたが、フィレプ・マリアという女性は、これを本格的に実行することをメサロシュに提案し、2人で準備を始めた。
2人はまず、オットー・フォン・ハプスブルクと、MSZMPの改革派として民主化を主導していたポジュガイ・イムレ政治局員に支援を要請した。オットーはこれを受諾し、ポジュガイもこの支援要請を快諾すると、ネーメト首相と共に話し合い「そのピクニックを単なるピクニックではなく、もっともっと大きな出来事にしよう」と決めた。既にオーストリア国境を開放していた彼らは、ハンガリーが共産圏から離脱することを世界にアピールする良い機会だと思った。
ネーメトは後に「これこそ、我々が抱えているドイツ民主共和国問題に対する解決策でした」と語っており、東ドイツ政府が市民の国外移住を制限していることに、ある程度打撃を与えることまで考えていたことも示唆している。
ネーメト、ポジュガイは秘密裏に慎重に計画を実行に移した。ハンガリー内務省指揮下の治安組織は、内相ホルヴァート・イシュトヴァーンが改革派なので信頼できたが、東ドイツのシュタージ（ハンガリー国内にもメンバーを送り込んでいた）やMSZMPの保守派が率いる準軍事組織などに妨害されないようにする必要があった。
こうして1989年8月19日に、ハンガリー・オーストリア国境地帯に属するショプロンで汎ヨーロッパ・ピクニックが開かれた。ショプロンが選ばれたのは、この町がハンガリーから飛び抜けて、オーストリア領に食い込むような形になっており、三方をオーストリアに囲まれていたため、比較的オーストリアに脱出しやすいと考えられたためである。
この集会は厳密には2つに分かれており、公的行事と民間行事の2つを同時に行う形式を取っていた。まず、公式のイベントが午後2時ころから始まり、ショプロンで主催者たちの記者会見が行われた。その後、民間主催のピクニックが開催されている場所まで、関係者や取材陣はバスで移動したが、開催地にはオーストリア側から予想以上の人々が集まり、主催者にもかかわらず近寄れない状態であった。
一方、ポジュガイが手配したバスが、ショプロン郊外のホテルやキャンプ地から東ドイツ市民を乗せ、ピクニックの開催地まで送り届けた。バスには東ドイツ市民が殺到し、それをハンガリー側と西ドイツの領事館のスタッフが誘導した。東ドイツ市民の中には、既に西ドイツが用意したパスポートを持った者もいた。また、オーストリア側にはバスが何台も用意されていた。これはオーストリア側のザンクト・マルガレーテンの市長が、西ドイツ政府の要請を受けて手配したもので、その日のうちに西ドイツに移動できるようになっていた。
集会の名目としては「ヨーロッパの将来を考える集会」であった。会場ではブラスバンドが演奏し、食べ物やビールが出され、チロル民謡やハンガリー民謡に合わせて人々が踊っていた。そこをハンガリーとオーストリアの外交官が挨拶をして周り、見た目は単なる青空の下での祭典にしか見えない様子であった。ハンガリーの国境警備隊は、1キロメートル以内に近づかないよう命じられていた。
午後3時、国境の検問所の一部が壊された。そこへ東ドイツ市民を乗せたバスが到着し、人々を降ろしはじめると、東ドイツ市民はお祭り騒ぎには目もくれず、一目散に国境へ向かった。国境検問所のゲートは大きく開かれ、東ドイツ市民は走ってゲートを抜けて行った。ハンガリーの国境検問所の国境管理官は、これ見よがしに東ドイツ市民には背を向け、入国してくるオーストリア人のパスポートを入念にチェックした。オーストリア人旅行者たちは、その光景を見て大笑いし、東ドイツ市民が通りやすいように道を開けた。ネーメトは首相執務室で特設された連絡回線を使って、現場の様子をモニターしていたが、ピクニックの成功を受けて胸をなで下ろした。
この日のうちに続々と東ドイツ市民が到着し、661人がオーストリアへの越境に成功した。8月にハンガリーからオーストリアを経て自力で越境した人々は3000人に達した。
その日のハンガリー国営放送はピクニックの様子を報道したが、600人以上の東ドイツ人が脱出したことには触れなかった。当時ホーネッカーは急性胆嚢炎で療養生活に入っており、東ドイツ指導部は有効な手立てを講じることが出来なかった。治安問題担当の書記で政権ナンバー2と目されていたエゴン・クレンツはピクニックの8日前である8月11日、一時的に職務に復帰したホーネッカーに対し、出国者数を報告し、国民の大量出国問題を党の政治局で討議するよう進言していた。しかし、ホーネッカーは「それで、どうするつもりかね。なんのために出国者の統計など出すのか。それがどうした。壁を築く前に逃げた連中ははるかに多かったよ」と言って、クレンツの進言を意に介さず、それどころか進言したクレンツに長期休暇を命じて政権中枢から遠ざけていた。
ところが、西ドイツのテレビの中継映像でピクニックの様子を見ていたホーネッカーは、駐東ドイツハンガリー特命全権大使に激しく抗議し、東ドイツ市民を強制送還するよう要求した。しかし、ハンガリーはこれには応じず、後の祭りであった。この中継映像が流されてから、東ドイツでは誰もが出国について口にするようになったと言われる。

## 国境の全面開放へ
ただ、当初国境近くに滞留していた東ドイツ市民の多くは、ピクニックを東ドイツ当局の策謀ではないかと疑い、ピクニックが終了した段階でそのほとんどがハンガリー側にとどまっていた。さらに、これ以後も国境が開かれていると勘違いしたさらに多くの東ドイツ市民がハンガリーやチェコスロバキアに殺到し、ブダペストやプラハの西ドイツ大使館の周辺にも溢れかえるようになった。これはハンガリーにとっても重大な問題で、前年誕生したばかりの改革派のネーメト政権にとって国内の保守派の突き上げと東ドイツからの送還要求、そしてソ連の動向を見ながら苦慮していた。しかし、ソ連からは特段大きな苦情は起こらなかった。ネーメトは後に「ソ連の許容限度をテストする絶好の機会でした。」と語っている。
ハンガリー政府はこの時点ですでに西ドイツ側に肩入れしており、身柄を確保した東ドイツ市民をその後密かにブダペストのキリスト教会(ズグリゲット教会)に集めており、裏庭に多数のテントが張られて1000人を超す東ドイツ市民がテント生活をしていた。そして裏庭に面した窓から西ドイツ大使館職員が密かに西ドイツへのパスポートを作成していた。
8月22日、前夜に国境付近で越境しようとした東ドイツ人がハンガリー国境警備隊に射殺されたことを受けて、ネーメト首相は事態打開は国境を開くしかないと決断した。8月25日、ハンガリーのネーメト首相とホルン外相は西ドイツを訪問、コール首相、ゲンシャー外相と極秘の四者会談に臨んだ。ネーメト首相は、ハンガリー国内の東ドイツ難民について、人道的理由から自由に出国できることを認めると切り出し、9月半ばまでにオーストリア国境を開放する用意があるとして、その受け入れとして西ドイツに10万から15万人に達する東ドイツ市民を送り、彼らが入国できるようにするための施設などの対処をお願いしたい、その準備が完了次第にオーストリアへの国境を開放する方針を示した。この提案を受けてコール首相は感謝の念を伝え、難民の受け入れセンターとその輸送手段を急ぎ準備に入ることを約束した。最初はコールもゲンシャーも、どこまで信じていいのか疑った。ホーネッカー政権に鉄槌を下すようなもので、話がうますぎると思ったからである。しかしこれが最善の選択だと考えた経過を説明し、これ以上先に延ばすと国境警備兵に東ドイツ市民が射殺される事件が増えると予測されることで、この話を信じることになった。「ソ連は？」とゲンシャーが聞くと、「いや知らない。あなた方が準備が整ったと連絡を受けてから連絡する。」とネーメトは答えた。後にネーメトは、コールはこの時に目に涙を浮かべて、「ネーメト首相。ドイツ国民はあなた方とハンガリーの勇気を永遠に忘れない」と語ったと述べている。
そしてこの日の夜、コール首相はソ連のゴルバチョフに電話して、ゴルバチョフの真意を聞き、ゴルバチョフは「ハンガリー人はいい人たちだ」 と答えてこの難民処理の解決方法を黙認することを伝えた。ハンガリーのこの決断と西ドイツの受け入れ、ゴルバチョフの黙認は、鉄のカーテンの不可逆的な除去と、ハンガリーのワルシャワ条約機構からの離脱を意味した。
8月31日、ハンガリーのホルン外相はベルリンにて東ドイツのフィッシャー外相と会談し、東ドイツに帰国する国民を処罰しないこと、西への移住申請に前向きに対応することを迫った。ホルンはさらに「15万人以上の東ドイツ人がバラトン湖の周辺でキャンプしており、帰国しようとしない。ハンガリーは東ドイツとの関係を損ねたくはないが、このような"非人道的な"状態を放置しておくことは出来ない」と述べ、ハンガリーはオーストリアの国境を完全開放するつもりだと告げた。二国間協定に基づき難民の送還を要求していたフィッシャー外相は「それは裏切りだ。あなた方に重大な結果をもたらすぞ。」と反論した。東ドイツはワルシャワ条約機構加盟国外相会議を提案してハンガリーに圧力をかけることを図ったが、ポーランドは拒否し、肝心のソ連も不参加で、ソ連を味方にしなければ自分たちでできることはほとんどないことを悟らざるを得なかった。
9月10日、ネーメト政権がオーストリアとの国境の国境管理の停止と全面開放を決定する。夕方にネーメト首相がテレビで公式発表すると、国内にとどまっていた東ドイツ市民はただちに国民車トラバントに乗って国境まで移動、11日午前0時をもって東ドイツとの協定 を破棄して国境を開放し、国内にいる東ドイツ市民を出国させた。オーストリア側は東ドイツ市民をビザなしで国内を通過させる協定を西ドイツと結んでおり、東ドイツ市民は用意された数十台のバスに分乗し、西ドイツ領内に入ってすぐのパッサウに建設された数万人が収容できる移民センターへ移動した。

## 事件の余波

### 東ドイツへの影響

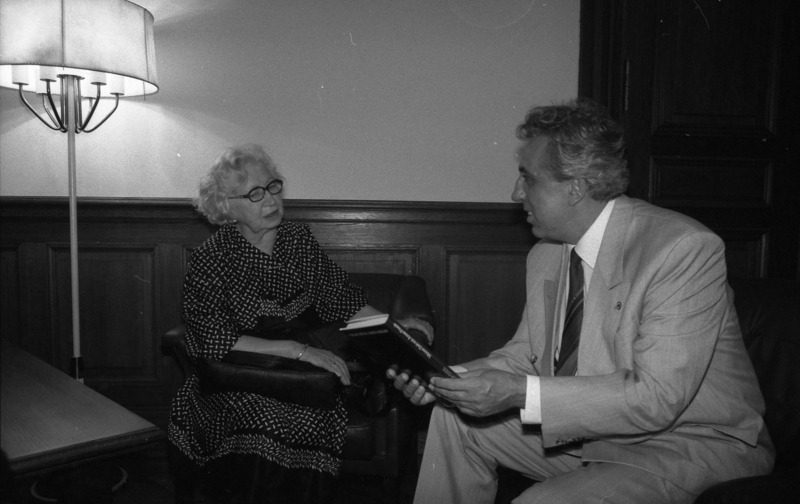
エゴン・クレンツ（右、1989年9月20日）

翌日の社会主義統一党の政治局会議では出席者はハンガリーの対応を非難したが、ホーネッカーがまだ療養中で不在だったために結局何の対策も取られず、ハンガリーに対して何も報復することもできなかった。既に政治局員の間でも市民の流出が続いて東ドイツの存立が危うくなってきていると認識はされるようになっていたが、結局それが討議されることも無かった。
そうしている間にも、東ドイツ国内では医師、電車やバスの運転手、高等教育を受けた若い労働者などが次々に出国し、東ドイツのあちこちで交通機関の運休や医療の崩壊、工場の閉鎖などの社会的混乱が起きていた。プラハの西ドイツ大使館では、9月以降毎日100人以上の東ドイツ人が柵を乗り越えて押しかけ、9月末にはその数は4000人に達していた。この国境開放で9月末までに約3万人がオーストリアに逃れた。
10月3日、東ドイツ政府はチェコスロバキアとの国境を閉鎖した。これによって、東ドイツ国民がチェコスロバキア、ハンガリー、オーストリア経由で出国することは不可能になった。逃げることが出来なくなった東ドイツ国民は不満を体制批判に転化させるようになり、ライプツィヒを拠点にデモ（月曜デモ）が激化していくことになった。ホーネッカーに事態を収拾出来る力はなかった。結局10月18日にホーネッカーは退陣に追い込まれ、ついには1989年11月9日のベルリンの壁崩壊に行き着くことになる。

### ハンガリーへの影響
ピクニックを成功させたことは、ハンガリーの民主化勢力に民主化を推進していく一層の自信を植え付けた。またヨーロッパへの回帰思考は一層強まることになった。すでに一党独裁を放棄していたハンガリー社会主義労働者党も、10月23日にハンガリー社会党と改名し、共産主義体制は終わりを告げた。
民主化を達成したハンガリーだったが、誤算もあった。ネーメトらは一連の施策によってハンガリーをいち早くヨーロッパの一員に復帰させ、西側からの援助や投資を呼びこむつもりであった。しかし、このピクニックの影響で東ドイツ、チェコスロバキア、ブルガリア、ルーマニアとドミノ倒し的に共産主義政権が崩壊してしまった結果、ハンガリーが先んじて改革しているという印象は薄れてしまい、彼らが狙っていたような有利な条件を享受することは出来なかった。

### ソ連の動き
それまで東欧の共産主義国家の政治を牛耳ってきたソ連だったが、この事件に関して西側を挑発することも、ハンガリーに制裁を加えることもなく、事実上見て見ぬ振りをし、なんの干渉もしなかった。
それどころか、先述の東ドイツでの民主化勢力に点火したのが、当のソ連最高指導者だったと言っても過言ではなかった。ホーネッカー退陣直前の10月6日、ミハイル・ゴルバチョフは東ドイツ建国40周年記念式典に参加した。その際、自らの進めるペレストロイカを押し出した演説をしたのに対し、ホーネッカーは自国の社会主義の発展を自画自賛するのみであった。ホーネッカーの演説を聞いたゴルバチョフは軽蔑と失笑が入り混じったような薄笑いを浮かべてSEDの党幹部達を見渡すと、舌打ちをした。これによって、ゴルバチョフがホーネッカーを否定したことがSEDの幹部たちの目にも明らかになった。これを機にクレンツやギュンター・シャボフスキーらはホーネッカーの失脚工作に乗り出し、10月17日には政治局でホーネッカーの解任動議が可決されることになった。

## その後

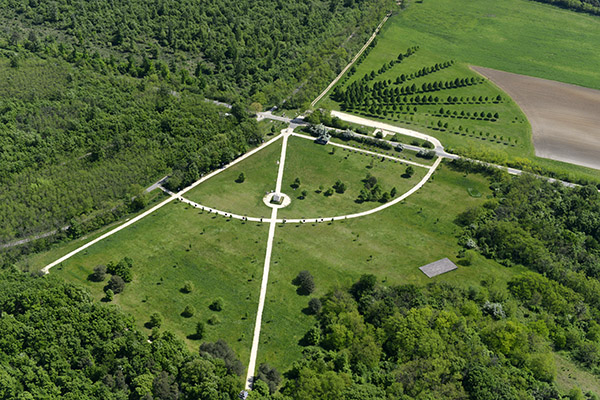
上空から撮影した汎ヨーロッパ・ピクニック記念公園

事件の現場となった周辺は「汎ヨーロッパ・ピクニック記念公園」として保全されている。
2001年に、ショプロンを含めたフェルテー湖/ノイジードラー湖の文化的景観が世界文化遺産に登録されている。これには汎ヨーロッパ・ピクニック公園一帯も含まれている。